# Wawona
Die Wawona war ein Museumsschiff des Northwest Seaport in Seattle. 2009 wurde das 111-jährige Schiff abgebrochen. Die Wawona war eines der letzten erhaltenen Exemplare dieser typischen Gaffelschoner aus der Holzfahrt der amerikanischen Westküste.

## Geschichte

### Aktive Dienstzeit
Gebaut wurde das Schiff im Jahr 1897 für die Reederei Dolbeer & Carson Lumber Company aus Eureka bei der Werft des dänischstämmigen Schiffbauers Hans D. Bendixsen in Fairhaven an der Humboldt Bay. Der Name leitete sich von einer indianischen Bezeichnung für eine Baumart (andere Quelle: Eulenart) ab. Das Schiff entstand als hölzerner Dreimast-Gaffelschoner aus Douglasienholz und gehörte zu einer Flotte von über 100 vergleichbaren Schiffen, die Bauholz aus dem Nordwesten der Vereinigten Staaten in das zu dieser Zeit aufblühende Kalifornien brachten. Zur Übernahme von Langholz besaß die Wawona, deren Holzkapazität etwa 1500 m3 betrug, unterhalb des Steuerbord-Ankers eine große Pforte im Bug. Die folgenden 17 Jahre blieb das Schiff in der Holzfahrt beschäftigt.
Im Jahr 1914 erwarb die Reederei Robinson Fisheries Company aus Anacortes, Washington, das Schiff. Diese fügte ein verlängertes Deckshaus hinzu, um mehr Platz für die 30 bis 40 Mann Besatzung zu schaffen und versah es mit Einmann-Dories. Bis zum Zweiten Weltkrieg setzte man das Schiff beim Kabeljaufang mit Handleinen ein. In der Kriegszeit transportierte die Wawona wieder Holz, diesmal im Regierungsauftrag. Nach Kriegsende wurde die Fischerei wieder aufgenommen. 1947 unternahm sie schließlich ihre letzte Reise in die Beringsee, danach legte man die Wawona als einen der letzten kommerziell eingesetzten typischen Gaffelschoner der amerikanischen Westküste auf.

### Als Museumsschiff

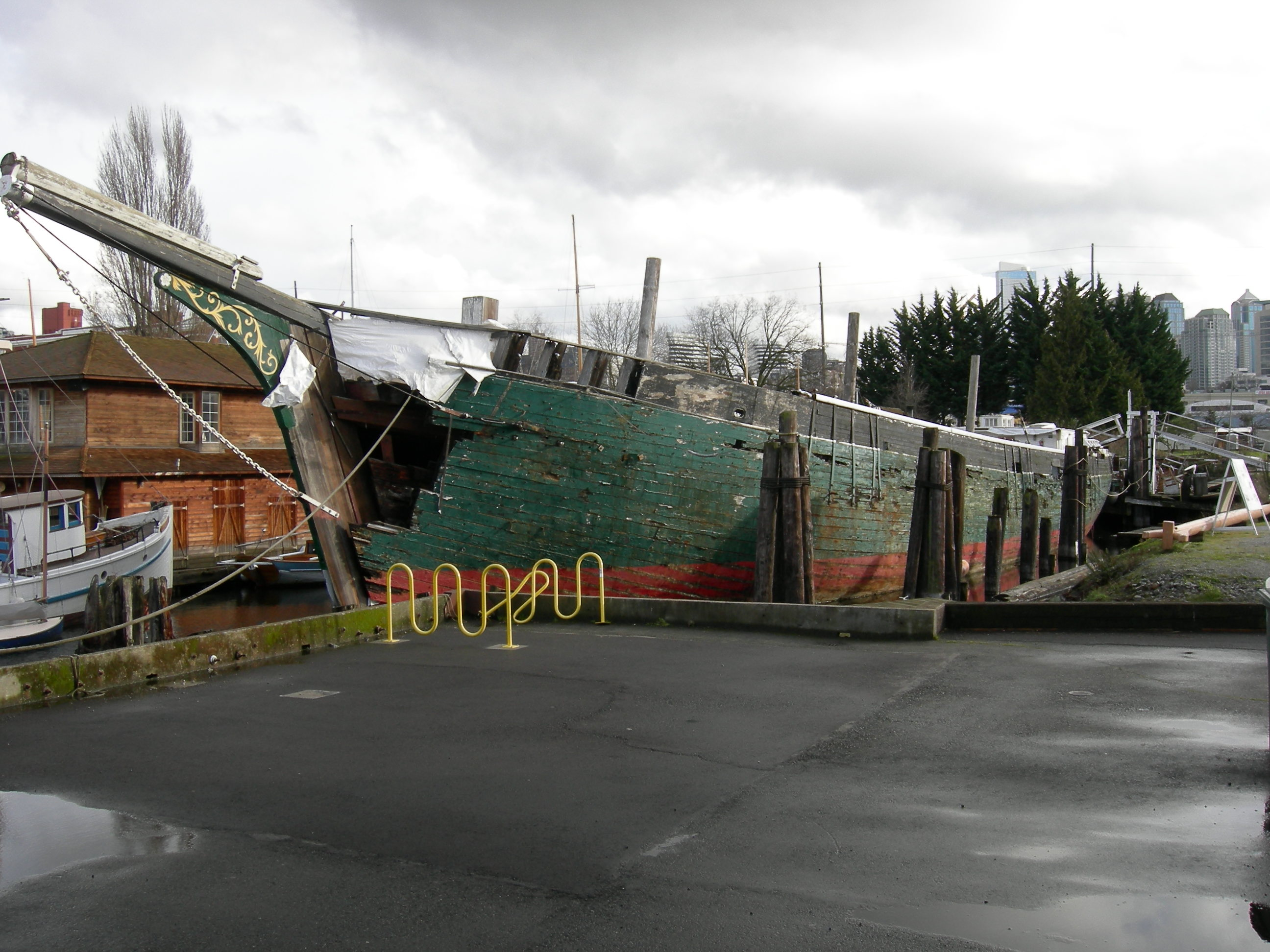
Die Wawona, einen Tag bevor sie zum Abbruch geschleppt wurde

1964 erwarb "Save Our Ships", eine Gruppe von Bürgern aus dem King County, Washington das Schiff, um es in den darauffolgenden Jahren zu restaurieren und als Museumsschiff zu nutzen. In den Jahren 1964 bis 1981 lag das Schiff in Kirkland, Washington. 1970 wurde die Wawona als National Historic Site anerkannt und als erstes Schiff überhaupt in das National Register eingetragen. Sieben Jahre darauf nahm man die Wawona auch in die Denkmalliste Seattles auf. 1981 zog der Museumsschoner an einen neuen Liegeplatz am Südende des Lake Union in Seattle. Die Gruppe Save Our Ships benannte sich in Northwest Seaport um. Nachdem sich der Zustand in den folgenden Jahrzehnten erneut stark verschlechterte, erlitt die Wawona im Jahr 2005 einen Wassereinbruch, dessen negative Auswirkungen von einem darauffolgenden Ungezieferbefall verschlimmert wurden. Die Kosten einer grundlegenden Restaurierung, um den Status als schwimmenden Teil des Seattle Northwest Seaport zu erhalten, wurden auf etwa 15 Millionen US-Dollar geschätzt. Daher fällte man im Jahr 2009 die Entscheidung, das Schiff abzubrechen. Die geborgenen Teile aus dem Abbruch, beispielsweise die Kapitänskajüte, sollen nach dem Umzug des Museum of History & Industry in das Naval Reserve Building ausgestellt werden, falls Northwest Seaport genug Geld aufbringen kann.